# Warma Grudziądz
Pomorskie Zakłady Urządzeń Okrętowych "WARMA" – nieistniejąca fabryka wyrobów związanych z wyposażeniem statków z siedzibą w Grudziądzu.

## Historia
Początki zakładu sięgają 1948 roku, kiedy to państwo połączyło dwa prywatne przedsiębiorstwa istniejące jeszcze przed II wojną światową. Była to odlewnia żeliwa i metali kolorowych "Achgelis i Spółka" mieszcząca się przy ul. Narutowicza 17 oraz warsztaty samochodowe Carl Domke mieszczące się na tyłach kamienic przy obecnej ulicy Focha 22. Powstały zakład w 1948 nazwano Warsztaty Mechaniczno-Samochodowe i podporządkowano je Dyrekcji Przemysłu Miejscowego w Bydgoszczy.
W 1949 roku do Warsztatów przyłączono zakład ślusarsko-mechaniczny A. Bertrama, mieszczący się przy ul. Staszica. i nadano nazwę Warsztaty Mechaniczno-Samochodowe i Odlewnia Żeliwa, i przyporządkowano je ponownie dyrekcji w Bydgoszczy, która również funkcjonowała pod zmienioną nazwą - Dyrekcja Metalowego i Elektrotechnicznego Przemysłu Miejscowego. Z powodu słabego wyposażenia firmy wytwarzano początkowo ręczne narzędzia rolnicze, proste odlewy i części zamienne do maszyn do okolicznych zakładów. Zatrudnienie sięgnęło 100 osób.
W 1951 roku firmę podporządkowano Zarządowi Przemysłu Gospodarskiego i nadano nazwę: "Grudziądzkie Warsztaty Mechaniczne i Odlewnia Żeliwa". Produkowano spawarki, małe gilotyny do cięcia metali oraz stalowe szafy ubraniowe i pancerne.
W roku 1952 zwierzchnictwo nad warsztatami przejął Zakład Przemysłu Okrętowego i nadano nazwę "Grudziądzkie Zakłady Sprzętu Okrętowego Warma". Rozpoczęto stopniową zmianę profilu produkcji na związano z wyposażeniem statków. 
Od 1958 do 1963 roku wprowadzono do produkcji okrętowe urządzenia gastronomiczne typu: kotły warzelne, trzony kuchenne, maszyny do mycia naczyń, szafy chłodnicze, maszyny do zagniatania ciast. A także zawory do pontonów, tratew i łodzi ratunkowych m.in.: dla grudziądzkiego Stomilu, urządzenia do glazurowania bloków ryb, urządzenia pralnicze i prasolwanicze. Cały asortyment w tamtych latach wynosił ok. 500 różnych urządzeń.
W latach 1961/62 przedsiębiorstwo przyjęło nazwę: Pomorskie Zakłady Sprzętu Okrętowego „Warma”. Składało się ono wówczas z następujących oddziałów:
- Oddział I - mechaniczny i narzędziownia (ul. Staszica 4)
- Oddział II - odlewnia żeliwa i metali kolorowych (ul. Narutowicza 17)
- Oddział III - ślusarsko - montażowy i siedziba dyrekcji

W 1970 roku podjęto decyzje o budowie nowej lokalizacji zakładu przy obecnych ulicach Droga Łąkowa i Lotnicza. 1 lipca 1973 roku rozpoczęto budowę inwestycji. Przenosiny do nowej siedziby zostały opóźnione z powodu śmiertelnego wypadku przy zawaleniu się części konstrukcji nowej hali odlewni.
W 1976 roku zakończono przenosiny zakładu i  17.05.1976 przyjęto nazwę Pomorskie Zakłady Urządzeń Okrętowych "WARMA". Zakład jako pierwszy w Grudziądzu został skomputeryzowany i wyposażony w maszynę obliczeniową ICL 2903.
W latach 70. Polska ratyfikowała międzynarodową konwencje o nazwie MARPOL o zapobieganiu zanieczyszczeniu mórz przez statki. WARMA jako pierwsza w Polsce i jedna z nielicznych na świecie rozpoczęła produkcję biologicznych oczyszczalni ścieków, odolejacze wód zęzowych i spalarnie śmieci, a także urządzenia do uzdatniania wody na statkach.
W 1980 roku w wyniku malejącej produkcji statków, szczególnie w Europie sprzedaż w Warmie spadła o 30% całości produkcji. Warma dość szybko dostrzegła ten problem i zaczęła przestawiać się na produkcję urządzeń w wersji lądowej modułowej. Wszystkie urządzenia miały wymiar 1mx1m. Później w latach 90. zmniejszono ten wymiar do wersji Mini-Line. Produkowano frytkownice, bemary, patelnie, umywalki i grille i inne. Zatrudnienie w tym czasie sięgało 1000 osób.
Od 1990 roku rozpoczęto współpracę ze szwedzką firmą Venture Industries, producentem wentylatorów przemysłowych.
31 stycznia 1997 r. zarejestrowana została jednoosobowa spółka Skarbu Państwa (j. s. S.P.) – Pomorskie Zakłady Urządzeń Okrętowych „Warma” S.A. W tym samym dniu z rejestru sądowego wykreślone zostało PZUO „Warma” jako przedsiębiorstwo państwowe. Część akcji spółki zostało udostępnionych pracownikom. Zatrudnionych wtedy było ok. 500 osób.
W 2001 roku sprzedany został ośrodek wypoczynkowy nad jeziorem Rudnik, a w lipcu tego samego roku sprzedano do Venture Industries m.in. budynek odlewni. 1 października do pozostałej części Warmy wszedł Syndyk Masy Upadłościowej. Syndyk sprzedał zakład prywatnemu przedsiębiorcy panu Romanowi Banasiowi i zakład zmienił nazwę na WARMA NOVUM S.A. Jednocześnie sprzedaż oznaczała zakończenie działalności przez Pomorskie Zakłady Urządzeń Okrętowych "WARMA".
Po kilku latach firma WARMA NOVUM popadła w kłopoty finansowe i w 2008 roku właścicielem została Korporacja Budowlana BUDMAX z Polkowic.